# Глоріета (Нью-Мексико)
Глоріета (англ. Glorieta) — переписна місцевість (CDP) в США, в окрузі Санта-Фе штату Нью-Мексико. Населення — 511 особа (2020).

## Географія
Глоріета розташована за координатами 35°35′2″ пн. ш. 105°45′46″ зх. д. / 35.58389° пн. ш. 105.76278° зх. д. (35.583959, -105.762876).  За даними Бюро перепису населення США в 2010 році переписна місцевість мала площу 19,81 км², уся площа — суходіл.

## Демографія
Згідно з переписом 2010 року, у переписній місцевості мешкало 430 осіб у 192 домогосподарствах у складі 112 родин. Густота населення становила 22 особи/км².  Було 293 помешкання (15/км²).
Расовий склад населення:
| - 79,3 % — білих - 1,9 % — корінних американців - 0,5 % — чорних або афроамериканців - 13,3 % — осіб інших рас |

До двох чи більше рас належало 5,1 %. Частка іспаномовних становила 47,4 % від усіх жителів.
За віковим діапазоном населення розподілялося таким чином: 18,8 % — особи молодші 18 років, 70,0 % — особи у віці 18—64 років, 11,2 % — особи у віці 65 років та старші. Медіана віку мешканця становила 47,8 року. На 100 осіб жіночої статі у переписній місцевості припадало 92,0 чоловіків;  на 100 жінок у віці від 18 років та старших — 95,0 чоловіків також старших 18 років.
За межею бідності перебувало 19,3 % осіб, у тому числі 0,0 % дітей у віці до 18 років та 8,6 % осіб у віці 65 років та старших.
Цивільне працевлаштоване населення становило 236 осіб. Основні галузі зайнятості: освіта, охорона здоров'я та соціальна допомога — 30,5 %, будівництво — 22,0 %, публічна адміністрація — 14,0 %, сільське господарство, лісництво, риболовля — 9,3 %.